# Millard Tydings

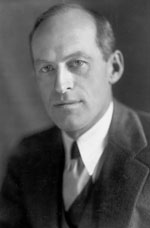
Millard Tydings

Millard Evelyn Tydings (* 6. April 1890 in Havre de Grace, Harford County, Maryland; † 9. Februar 1961 ebenda) war ein US-amerikanischer Ingenieur, Jurist, Autor und Politiker der Demokratischen Partei. Er saß von 1915 bis 1916, dann von 1919 bis 1921 im Abgeordnetenhaus von Maryland sowie von 1921 bis 1923 im Senat von Maryland. Vom 4. März 1923 bis zum 3. März 1927 war er Abgeordneter des 2. Kongresswahlbezirks von Maryland im Repräsentantenhaus der Vereinigten Staaten (68. und 69. Kongress) und vom 4. März 1927 bis zum 3. Januar 1951 war er Mitglied des US-Senats.

## Frühe Jahre
Millard Tydings wurde in Havre de Grace im Harford County als Sohn von Millard F. Tydings und dessen Ehefrau Mary B. (geb. O’Neill) geboren. Nach dem Besuch öffentlicher Schulen (public schools) im Harford County nahm er ein Ingenieur-Studium am Maryland Agricultural College (heute: University of Maryland, College Park) auf. 1910 schloss er sein Studium mit einem B.S. (Bachelor of Science / Scientae Baccalaureus) ab und arbeitete im Anschluss kurze Zeit für die Baltimore and Ohio Railroad Eisenbahngesellschaft, Baltimore (heute: CSX Transportation).
Er entschloss sich dann aber ein rechtswissenschaftliches Studium an der University of Maryland School of Law, Baltimore zu beginnen. 1913 schloss er sein Zweitstudium ab. Unmittelbar nach bestandener Prüfung wurde er als Anwalt zugelassen und arbeitete zwei Jahre lang in seiner Heimatstadt Havre de Grace als Rechtsanwalt. 1915 wurde er als Mitglied der Demokratischen Partei ins Abgeordnetenhaus von Maryland (Maryland House of Delegates) gewählt.
Nach Eintritt der USA in das Kriegsgeschehen des Ersten Weltkriegs meldete Tydings sich 1916 freiwillig zu den Streitkräften der Vereinigten Staaten und kam auf dem europäischen Kriegsschauplatz zum Einsatz. Er befehligte das 111th Machine Gun Battalion (Maschinengewehr-Bataillon) und wurde für seine herausragende Tapferkeit mit dem Distinguished Service Cross, dann der Distinguished Service Medal ausgezeichnet. Tydings kehrte aus dem Krieg im Rang eines Oberstleutnants (lieutenant colonel) zurück.
1919 wurde er erneut ins Repräsentantenhaus von Maryland (Maryland House of Delegates) gewählt, kurze Zeit später zum Speaker des Hauses ernannt und blieb in dieser Funktion bis 1921, als er in den Senat von Maryland gewählt wurde. Dieses Mandat bekleidete er bis 1923.

## US-Repräsentantenhaus und US-Senat
1923 wurde er in den US-Kongress (US-Repräsentantenhaus) gewählt, 1926 in den US-Senat.
1932, 1938 und 1944 wiedergewählt gehörte er vom 4. März 1927 bis zum 3. Januar 1951 ununterbrochen dem US-Senat an.

## Tydings Committee
Am 9. Februar 1950 hielt der republikanische Senator von Wisconsin, Joseph McCarthy, eine Rede vor dem Ohio County Women’s Republican Club in Wheeling, West Virginia, in der er die amerikanische Regierung, insbesondere aber das amerikanische Außenministerium beschuldigte, von Spionen durchsetzt, von Kommunisten unterwandert zu sein.
McCarthy wedelte während seiner Rede mit einem Blatt Papier herum und erklärte:
„While I cannot take the time to name all the men in the State Department who have been named as members of the Communist Party and members of a spy ring, I have here in my hand a list of 205 individuals that were known to the secretary of state as being members of the Communist Party and who nevertheless are still working and shaping the policy of the State Department.“
(„Ich habe [jetzt] nicht die Zeit [dafür], alle Männer im Außenministerium namentlich aufzuzählen, die [man mir] als Mitglieder der Kommunistischen Partei und Mitglieder eines Spionagerings genannt hat. Hier in meiner Hand halte ich eine Liste von 205 Personen, von denen der Außenminister weiß, dass sie Mitglieder der Kommunistischen Partei sind, die aber dennoch weiterhin [im Außenministerium] arbeiten und die Politik des Außenministeriums bestimmen.“)
Am 20. Februar 1950 beschäftigte sich der US-Senat mit McCarthys Rede bzw. mit den darin erhobenen Anschuldigungen insbesondere gegen das Außenministerium.
Und obwohl der demokratische Senator Scott W. Lucas (D-Illinois) McCarthy immer wieder aufforderte doch nun endlich die 205 Namen offenzulegen, nannte dieser keinen einzigen Namen.
(Später stellte sich heraus, dass er dazu auch gar nicht in der Lage gewesen wäre, da es eine solche Liste überhaupt nicht gab).
Daraufhin beschloss der US-Senat, bzw. das/der United States Senate Committee on Foreign Relations – Ausschuss für Auswärtige Angelegenheiten des US-Senats – einen Unterausschuss einzusetzen, der die von McCarthy erhobenen Anschuldigungen auf ihren Wahrheitsgehalt hin überprüfen sollte.
Den Vorsitz dieses „Subcommittee on the Investigation of Loyalty of State Department Employees“ („Unterausschuss für die Überprüfung der Loyalität/Staatstreue der Beschäftigten des Außenministeriums“) übertrug man Millard Tydings.
Nach ihm wurde der Ausschuss später auch – vereinfachend – Tydings Committee – Tydings Ausschuss – genannt.
Weitere Mitglieder des Ausschusses waren:
Brien McMahon (Demokratische Partei, Senator von Connecticut),
Theodore F. Green (Demokratische Partei, Senator von Rhode Island),
Bourke Hickenlooper (Republikanische Partei, Senator von Iowa) und
Henry Cabot Lodge, Jr. (Republikanische Partei, Senator von Massachusetts).
(vgl. Richard M. Fried, Nightmare in Red, S. 125)
Der Auftrag des Tydings Committees lautete:
„…to conduct a full and complete study and investigation as to whether persons who are disloyal to the United States are, or have been, employed by the Department of State.“
(Senats Resolution 231, 81. Kongress – 1950).
(„…eine umfassende Untersuchung durchzuführen, ob es [tatsächlich] Personen gibt, die sich gegenwärtig oder in der Vergangenheit gegenüber den Vereinigten Staaten nicht loyal verhalten haben, und die beim Außenministerium beschäftigt waren oder sind.“).
Die Hearings des Tydings Committees wurden vom 8. März 1950 (1. Sitzung) bis zum 17. Juli 1950 (Veröffentlichungen des Abschlussberichts) durchgeführt.
Auch während der Hearings zeigte sich McCarthy nicht in der Lage 205 Namen offenzulegen.
Schließlich wich er von seiner ursprünglichen (und tatsächlich nicht vorhandenen) Namensliste vollständig ab, nutzte dann aber die Hearings des Unterausschusses um Anschuldigungen gegen 10 Personen vorzubringen und sie der Spionagetätigkeit zu beschuldigen. Diesmal nannte er auch Namen:
Dorothy Kenyon,
Esther und Stephen Brunauer,
Gustavo Duran,
Haldore Hanson,
Harlow Shapley,
Frederick Schuman,
Philip Jessup,
Owen Lattimore und
John Stewart Service.
(s. Richard M. Fried, Nightmare in Red, S. 125)
Teilweise hatten die nun tatsächlich Genannten noch nie im Außenministerium gearbeitet, oder aber sie befanden sich seit geraumer Zeit nicht mehr im Dienst des Außenministeriums.
Einige der Genannten waren aber bereits zuvor auf die eine oder andere Weise Opfer der antikommunistischer Hetzkampagnen geworden (wie etwa John Stewart Service im Zusammenhang der so genannten Amerasia-Affäre).

### Angriffe auf dieChina Hands
Allein vier der von McCarthy nun Genannten – Haldore Hanson, Philip Jessup, John Stewart Service und Owen Lattimore – waren ausgewiesene Ostasien-Experten (so genannte China Hands).
Ihre Nennung verdeutlichte, dass McCarthy inzwischen massive Unterstützung von der so genannten China Lobby erfuhr, sich zugleich für deren Ziele instrumentalisieren ließ.
In der China  Lobby hatten sich rechts-konservative Politiker (wie der ehemalige amerikanische Botschafter in China, Patrick J. Hurley, die Senatoren Pat McCarran, William F. Knowland, Styles Bridges, der Abgeordnete im Repräsentantenhaus Walter Henry Judd) zusammengefunden.
Bis zuletzt hatten sie sich, in völliger Fehleinschätzung der Entwicklungen, für eine massive finanzielle und militärische Unterstützung des abgewirtschafteten Kuomintang-Regimes Chiang Kai-sheks starkgemacht.
Nach der Ausrufung der Volksrepublik China am 1. Oktober 1949 begannen sie nach Schuldigen für den von ihnen bejammerten Loss of China (‚Verlust Chinas‘) zu suchen.
Unfähig die tatsächlichen Ursachen für den Loss of China zu begreifen, konnten sie sich die Niederlage des in jeder Hinsicht bankrotten Kuomintang-Regimes ausschließlich durch „Verrat in den eigenen Reihen“ erklären.
In den China Hands des Außenministeriums glaubte man die „wahren Schuldigen“ gefunden zu haben. Man unterstellte ihnen, insgeheim mit den chinesischen Kommunisten kooperiert, die amerikanische Außenpolitik in deren Sinne beeinflusst, gesteuert zu haben.
In einer Rede vor dem US-Senat hatte McCarthy die gesamte Fernost-Abteilung des
Außenministeriums diffamiert, als die
„...home base of individuals who are loyal to the ideals and designs of Communism rather than those of the free, God-fearing half of the world.“
(„...Heimat von Personen sich gegenüber den Idealen und den Plänen des Kommunismus loyaler verhalten, als gegenüber der freien, gottesfürchtigen [anderen] Hälfte der Welt.“)
(zit. nach New York Times vom 24. Dezember 1999)
In den Berichten der China Hands über den unaufhaltsamen Niedergang des Kuomintang-Regimes und den gleichzeitigen Aufstieg der chinesischen Kommunisten vermochten die Mitglieder der China Lobby in ihrer beschränkten Sichtweise keine objektive Beschreibung der politischen Realitäten zu erkennen, sondern bewerteten die realistischen Schilderungen ausschließlich als Sympathiebekundungen für die kommunistische Bewegung. Sie vertraten die Meinung
„...that the Foreign Service officers planned to slowly choke to death and destroy the government of the Republic of China and build up the Chinese Communists for postwar success.“
(„...dass die Diplomaten des Auswärtigen Amtes die nationalchinesische Regierung [Chiang Kai-sheks] langsam zu Tode strangulieren, zerstören wollten und [gleichzeitig] die chinesischen Kommunisten für die Nachkriegszeit aufbauen wollten.“)
(zit. nach: Time, 6. Oktober 1975: Unwarranted Ordeal)
Haldore Hanson, John Stewart Service, Philip Jessup und Owen Lattimore waren allerdings nur die ersten Ostasien-Experten des amerikanischen Außenministeriums, die von McCarthy und seinen Anhängern angeschuldigt wurden. Zahlreiche weitere „China Hands“ sollten sich schon bald vor den verschiedenen Untersuchungsausschüssen, insbesondere vor dem Judiciary Committee’s Internal Security Subcommittee (Unterausschuss für Innere Sicherheit des Justizausschusses – vereinfachend nach dem Vorsitzenden Senator Pat McCarran auch McCarran Committee genannt) gegen falsche Anschuldigungen verteidigen müssen.

### Owen Lattimore
McCarthy versteifte sich schließlich auf eine Person – Owen Lattimore, den er als den
„top Soviet  agent in the United States“ („Top-Agent der Sowjetunion in den Vereinigten Staaten“) identifiziert zu haben glaubte.
Lattimore war für McCarthy der „chief architect of a United States foreign policy that resulted in the Communist party’s conquest of mainland China“. („...maßgebliche Architekt einer US-Außenpolitik, die zum Ergebnis hatte, dass die kommunistische Partei [Chinas] das [gesamte] chinesische Festland eroberte“.)

## Abschlussbericht des Tydings Committees
Nach 5 Monaten intensiver Untersuchungen veröffentlichte das Tydings Committee am 17. Juli 1950 einen 313 Seiten umfassenden Abschlussbericht, der allerdings nur von – der der Demokratischen Partei angehörenden – Mehrheit des Ausschusses abgezeichnet worden war.
Am 20. Juli 1950 legte Tydings den Bericht offiziell dem US-Senat vor.
In seiner Rede stellte er heraus, dass sämtliche Personen, die von McCarthy genannt worden waren, weder Kommunisten seien noch die Rede davon sein könne, dass sie mit dem Kommunismus sympathisierten, und dass die bisher schon durchgeführten Sicherheitsüberprüfungen für Mitarbeiter des Außenministeriums völlig hinreichend seien.
Tydings kennzeichnete die von Joseph McCarthy in die Welt gesetzten haltlosen Anschuldigungen als
„…fraud and a hoax perpetrated on the Senate of the United States and the American people … Perhaps the most nefarious campaign of half-truths and untruth in the history of this Republic.“
(„..[Das alles bestand aus]….Falschmeldung und [basierte auf] Betrug des Senats und des amerikanischen Volkes…Es war vielleicht [eine der] schändlichsten Kampagnen in der Geschichte dieses Landes, [zusammengekleistert] aus Halbwahrheiten und Lügen.“)
(zit. nach Michael J. Ybarra: Washington Gone Crazy, S. 502; s. auch Richard M. Fried, Nightmare in Red, S. 128)
Im Bericht wurde festgestellt, dass McCarthy mit seinem hysterischen Aktionismus nur erreicht habe
„… to confuse and divide the American people….to a degree far beyond the hopes of the Communists themselves.“
(„…die amerikanische Bevölkerung zu verwirren und gegeneinander aufzubringen … und zwar in einem Maße, wie sich das selbst Kommunisten nur erträumen könnten.“)
(The Tydings Committee Report on McCarthy's Charges, 1950)
Ganz bewusst verglich er McCarthys Vorgehensweise mit der des gerade erst niedergeworfenen Nazi-Regimes:
„We have seen the technique of the ‚Big Lie,' elsewhere employed by the totalitarian dictator with devastating success, utilized here for the first time on a sustained basis in our history…We have seen the character of private citizens and of Government employees virtually destroyed by public condemnation on the basis of gossip, distortion, hearsay, and deliberate untruths…..The spectacle is one we would expect in a totalitarian nation where the rights of the individual are crushed beneath the juggernaut of statism and oppression; it has no place in America where government exists to serve our people, not destroy them.“
(„Wir konnten sehen, wie mit der Technik der „Großen Lüge“ – die an anderer Stelle von einem totalitären Diktator [bereits] mit verheerenden Folgen angewandt wurde – zum erstenmal in unserer Geschichte [diesmal] hier bei uns, und mit einer rechtlichen Grundlage versehen, angewandt wurde…Wir konnten sehen, wie das funktionierte, die Vernichtung von Privatpersonen und Bediensteten des Staates durch eine öffentliche Verurteilung. Eine Verurteilung, die auf Klatschgeschichten, Verdrehung der Wahrheit, Gerüchten und ganz bewusst [in die Welt gesetzten] Unwahrheiten basierte.. .Solche Dinge würden wir [normalerweise] in einem totalitären Staat erwarten, wo die Rechte des Einzelnen….durch einen Moloch von Überwachung und Unterdrückung zermalmt werden. Das [alles aber] hat keinen Platz [hier] in Amerika, in Amerika, wo die Regierung dafür da ist dem Volk zu dienen und nicht dafür da ist es zu zerstören.“)
(The Tydings Committee Report on McCarthy's Charges, 1950)
Die Republikaner im US-Senat lehnten die Ergebnisse des Berichtes vehement ab.
Es kam sogar zu handgreiflichen Tumulten.
Der Aufschrei von William E. Jenner, republikanischer Senator von Indiana machte die Verquickung zwischen Außen- und Innenpolitik deutlich:
„How can we get the Reds out of Korea if we can’t get them out of Washington?“
(„Wie sollen wir die Roten aus Korea rauskriegen, wenn wir sie [noch nicht mal] aus Washington rausbekommen?“)
(zit. nach Michael J. Ybarra: Washington Gone Crazy, S. 502)
Und der weiterhin nicht vom Hauch eines Selbstzweifels angerührte republikanische Senator aus Wisconsin, Joseph McCarthy, kommentierte:
„The most loyal stooges of the Kremlin could not have done a better job of giving clean bill of health to Stalin’s fifth column in this country.“
(„Selbst die treuesten Handlanger des Kremls hätten der Fünften Kolonne Stalins in diesem Land kein besseres Reinheitszeugnis ausstellen können.“)
(zit. nach Michael J. Ybarra: Washington Gone Crazy, S. 502)
Und William E. Jenner meinte – etwas ruhiger, wieder etwas mehr bei sich, jedoch weiterhin unbeirrt verbohrt:
„Tydings gave a green light to the Red fifth column“
(„Tydings hat Grünes Licht für die rote Fünfte Kolonne gegeben“)
Und:
„…[Tydings] was guilty of the most brazen whitewash of treasonable conspiracy in our history.“
(„…[Tydings] hat sich der größten Reinwaschung einer hochverräterischen Verschwörung in der Geschichte der Vereinigten Staaten schuldig gemacht.“)
(zit. nach Michael J. Ybarra: Washington Gone Crazy, S. 502)
Das Plenum des US-Senats stimmte dreimal darüber ab, ob der Abschlussbericht angenommen werden sollte oder nicht, und bei jeder Abstimmung verlief das Ergebnis genau entlang der Parteilinien.

## Privates
Millard Tydings heiratete im Jahre 1927 Eleanor Cheeseborough (geb. Davies), Tochter von Joseph E. Davies (* 29. November 1876 in Watertown, Wisconsin; † 9. Mai 1958).
Joseph Edward Davies, US-amerikanischer Jurist und Diplomat, war von 1915 bis 1916 unter Präsident Woodrow Wilson Vorsitzender der Federal Trade Commission, dann wirtschaftspolitischer Berater während der Pariser Friedensverhandlungen nach dem Ersten Weltkrieg.
1936 bis 1938 wurde er zum US-Botschafter in Moskau, 1938 bis 1940 zum US-Botschafter in Belgien ernannt. 1942 bis 1946 war er Vorsitzender des War Relief Control Boards.
1945 nahm er an der Potsdamer Konferenz teil.
In seinem Buch „Mission to Moscow“, 1941 (dt.: „Als USA-Botschafter in Moskau. Authentische und vertrauliche Berichte über die Sowjet-Union bis Oktober 1941“, Zürich 1943), schilderte er die Situation der UdSSR vor dem Überfall durch Nazi-Deutschland.
Das Buch wurde bereits 1943 unter dem gleichnamigen Titel „Mission to Moscow“ verfilmt (Director: Michael Curtiz).
Gedreht in einer Zeit, als USA und UdSSR als Alliierte gemeinsam gegen Nazi-Deutschland kämpften, zeigte der Film die UdSSR in überwiegend positivem Licht.
Das führte in der Zeit der McCarthy-Ära dazu, dass der Streifen vom Komitee für unamerikanische Umtriebe (House on Un-American Activities Committee – HUAC) als Beispiel für pro-kommunistische Propaganda angegriffen wurde.
(s. dazu den Art. in der engl. Wiki über Joseph Edward Davies)
Aus der Ehe zwischen Eleanor Davies und Thomas Cheeseborough ging der Sohn
Joseph (* 4. Mai 1928 in Asheville, Buncombe County, North Carolina) hervor.
Als Joseph 6 Jahre alt war, wurde diese Ehe geschieden.
Nachdem Millard E. Tydings Eleanor Cheeseborough (Davies) geheiratet hatte, adoptierte er Joseph, der seitdem seinen Namen – Joseph Tydings – trägt.
Joseph (Davies) Tydings trat in die Fußstapfen seines Vaters und wurde 1965 bis 1971 Senator von Maryland.
Eleanor Tydings ist Autorin (unter dem Namen: Eleanor Davies Tydings Ditzen) des Buches „My Golden Spoon. Memoirs of a Capital Lady.“, das 1997 bei Madison Books erschien.
Millard Tydings ist der Großvater der Schauspielerin Alexandra Tydings.

## Schriften
- Before and After Prohibition. New York: Macmillan Co., 1930.
- Counter-Attack: A Battle Plan to Meet the Depression. Indianapolis: Bobbs-Merrill Co., 1933.
- The Machine Gunners of the Blue and Gray Division. Aberdeen, MD: Harford Printing Publishing Co., 1920.